# Дорис (миноносец)
«Дорис» — миноносец ВМФ Греции, принявший участие в Первой и Второй мировых войнах.
Принадлежит серии греческих миноносцев построенных в 1912 −1913 годах германской верфью Vulcan Werke AG, Stattin — Bredow, получивших имена нимф и океанид древней греческой мифологии. «Дорис» (греч. Δωρίς или Δωρίδα) получил имя океаниды Дориды. Другими кораблями серии были «Алкиони», «Дафни», «Эгли», «Аретуса» и «Тетис». Греческий флаг был поднят в 1913 году, в Шецине, тогда Германия.
В Первую мировую войну миноносец сопровождал конвои в Эгейском море, а также производил противолодочное патрулирование. В период малоазийского похода греческой армии 1919—1922 годов производил поддержку армии при высадке и отходе.
В 1926 году на корабле был произведен капитальный ремонт, после которого основной задачей миноносца стало патрулирование проливов.
В греко-итальянскую войну 1940—1941 годов задача миноносца была ограничена патрулированием заливов Аттики. Капитаном корабля в этот период был И. Вериопулос. После вступления в войну Германии, пришедшей на помощь итальянцам, также как и однотипный «Эгли», и в тот же день 21 апреля 1941 года, «Дорис» сбил немецкий самолёт. 23 апреля 1941 года, за 4 дня до вступления немцев в Афины, миноносец подвергся атаке немецких самолётов у гавани Порто-Рафти (ныне Лимин-Маркопулу), Аттика. Корабль получил множество пробоин и потеряло ход. Не имея возможности заделать течи и следовать согласно приказу на юг, командир корабля приказал экипажу потопить корабль.

## Наследник
Дорис (тральщик), вошедший в состав ВМФ Греции в 1965 году. Выведен из состава флота в 1992 году.